# Seznam dílů pořadu Česko Slovensko má talent
Toto je seznam dílů pořadu Česko Slovensko má talent.

## Přehled řad
| Řada | Díly | Premiéra v Česku | Premiéra v Česku   |
| Řada | Díly | První díl        | Poslední díl       |
| ---- | ---- | ---------------- | ------------------ |
| 1    | 14   | 29. srpna 2010   | 28. listopadu 2010 |
| 2    | 17   | 4. září 2011     | 27. listopadu 2011 |
| 3    | 17   | 9. září 2012     | 25. listopadu 2012 |
| 4    | 25   | 15. září 2013    | 8. prosince 2013   |
| 5    | 19   | 3. září 2015     | 31. prosince 2015  |
| 6    | 19   | 19. září 2016    | 27. listopadu 2016 |
| 7    | 17   | 31. srpna 2018   | 31. prosince 2018  |
| 8    | 16   | 30. srpna 2019   | 31. prosince 2019  |
| 9    | 16   | 3. září 2021     | 31. prosince 2021  |
| 10   | 14   | 27. srpna 2022   | 26. listopadu 2022 |
| 11   | 15   | 3. září 2023     | 16. prosince 2023  |
| 12   | 15   | 30. srpna 2024   | 7. prosince 2024   |

## Seznam dílů

### První řada (2010)
| #  | Epizoda      | Datum premiéry     | Sledovanost Česko (15+) | Sledovanost Slovensko (12+) |
| -- | ------------ | ------------------ | ----------------------- | --------------------------- |
| 1  | Castingy 1   | 29. srpna 2010     | 1 142 000               | 598 000                     |
| 2  | Castingy 2   | 5. září 2010       | 1 041 000               | 731 000                     |
| 3  | Castingy 3   | 12. září 2010      | 1 088 000               | 771 000                     |
| 4  | Castingy 4   | 19. září 2010      | 1 117 000               | 822 000                     |
| 5  | Castingy 5   | 26. září 2010      | 1 300 000               | 853 000                     |
| 6  | Velký třesk  | 3. října 2010      | 1 114 000               | 716 000                     |
| 7  | Semifinále 1 | 10. října 2010     | 1 042 000               | 671 000                     |
| 8  | Semifinále 2 | 17. října 2010     | 998 000                 | 722 000                     |
| 9  | Semifinále 3 | 24. října 2010     | 884 000                 | 589 000                     |
| 10 | Semifinále 4 | 31. října 2010     | 804 000                 | 551 000                     |
| 11 | Semifinále 5 | 7. listopadu 2010  | 814 000                 | 571 000                     |
| 12 | Semifinále 6 | 14. listopadu 2010 | 815 000                 | 590 000                     |
| 13 | Semifinále 7 | 21. listopadu 2010 | 790 000                 | 586 000                     |
| 14 | Finále       | 28. listopadu 2010 | 1 167 000               | 734 000                     |

### Druhá řada (2011)
| #  | Epizoda                   | Datum premiéry     | Sledovanost Česko (15+) | Sledovanost Slovensko (12+) |
| -- | ------------------------- | ------------------ | ----------------------- | --------------------------- |
| 1  | Castingy 1                | 4. září 2011       | 733 000                 | 602 000                     |
| 2  | Castingy 2                | 11. září 2011      | 1 016 000               | 612 000                     |
| 3  | Castingy 3                | 18. září 2011      | 1 089 000               | 822 000                     |
| 4  | Castingy 4                | 25. září 2011      | 1 127 000               | 853 000                     |
| 5  | Castingy 5                | 2. října 2011      | 1 396 000               | 865 000                     |
| 6  | Castingy 6                | 9. října 2011      | 1 275 000               | 900 000                     |
| 7  | Castingy 7                | 16. října 2011     | 1 415 000               | 978 000                     |
| 8  | Castingy 8                | 23. října 2011     | 1 344 000               | 864 000                     |
| 9  | Velký třesk               | 30. října 2011     | 1 326 000               | 835 000                     |
| 10 | Semifinále 1              | 6. listopadu 2011  | 1 041 000               | 861 000                     |
| 11 | Semifinále 1 – rozhodnutí | 6. listopadu 2011  | 736 000                 | 533 000                     |
| 12 | Semifinále 2              | 13. listopadu 2011 | 1 145 000               | 826 000                     |
| 13 | Semifinále 2 – rozhodnutí | 13. listopadu 2011 | 698 000                 | 508 000                     |
| 14 | Semifinále 3              | 20. listopadu 2011 | 1 237 000               | 825 000                     |
| 15 | Semifinále 3 – rozhodnutí | 20. listopadu 2011 | 898 000                 | 588 000                     |
| 16 | Finále                    | 27. listopadu 2011 | 1 287 000               | 906 000                     |
| 17 | Finále – rozhodnutí       | 27. listopadu 2011 | 1 158 000               | 499 000 (12-54)             |

### Třetí řada (2012)
| #  | Epizoda                   | Datum premiéry     | Sledovanost Česká republika | Sledovanost Slovensko (12-54) |
| -- | ------------------------- | ------------------ | --------------------------- | ----------------------------- |
| 1  | Castingy 1                | 9. září 2012       | 840 000                     | 418 000                       |
| 2  | Castingy 2                | 16. září 2012      | 952 000                     | 481 000                       |
| 3  | Castingy 3                | 23. září 2012      | 957 000                     | 500 000                       |
| 4  | Castingy 4                | 30. září 2012      | 1 120 000                   | 538 000                       |
| 5  | Castingy 5                | 7. října 2012      | 1 040 000                   | 468 000                       |
| 6  | Castingy 6                | 14. října 2012     | 1 180 000                   | 542 000                       |
| 7  | Castingy 7                | 21. října 2012     | 1 220 000                   | 464 000                       |
| 8  | Castingy 8                | 28. října 2012     | 1 160 000                   | 457 000                       |
| 9  | Velký třesk 1             | 4. listopadu 2012  | 1 040 000                   | 430 000                       |
| 10 | Velký třesk 2             | 11. listopadu 2012 | 958 000                     | 454 000                       |
| 11 | Velký třesk – rozstřel    | 11. listopadu 2012 | —                           | —                             |
| 12 | Semifinále 1              | 17. listopadu 2012 | 662 000                     | 325 000                       |
| 13 | Semifinále 1 – rozhodnutí | 17. listopadu 2012 | —                           | 281 000                       |
| 14 | Semifinále 2              | 18. listopadu 2012 | 948 000                     | 480 000                       |
| 15 | Semifinále 2 – rozhodnutí | 18. listopadu 2012 | —                           | 293 000                       |
| 16 | Finále                    | 25. listopadu 2012 | 1 145 000                   | 474 000                       |
| 17 | Finále – rozhodnutí       | 25. listopadu 2012 | 859 000                     | 358 000                       |

### Čtvrtá řada (2013)
| #  | Epizoda                   | Datum premiéry     | Sledovanost Česká republika | Sledovanost Slovensko |
| -- | ------------------------- | ------------------ | --------------------------- | --------------------- |
| 1  | Castingy 1                | 15. září 2013      | 521 000                     | Není známo            |
| 2  | Cesta do semifinále 1     | 15. září 2013      | 521 000                     | Není známo            |
| 3  | Castingy 2                | 22. září 2013      | 553 000                     | Není známo            |
| 4  | Cesta do semifinále 2     | 22. září 2013      | 553 000                     | Není známo            |
| 5  | Castingy 3                | 29. září 2013      | 516 000                     | Není známo            |
| 6  | Cesta do semifinále 3     | 29. září 2013      | 516 000                     | Není známo            |
| 7  | Castingy 4                | 6. října 2013      | 640 000                     | Není známo            |
| 8  | Cesta do semifinále 4     | 6. října 2013      | 640 000                     | Není známo            |
| 9  | Castingy 5                | 13. října 2013     | 656 000                     | Není známo            |
| 10 | Cesta do semifinále 5     | 13. října 2013     | 656 000                     | Není známo            |
| 11 | Castingy 6                | 20. října 2013     | 615 000                     | Není známo            |
| 12 | Cesta do semifinále 6     | 20. října 2013     | 615 000                     | Není známo            |
| 13 | Castingy 7                | 27. října 2013     | 587 000                     | Není známo            |
| 14 | Cesta do semifinále 7     | 27. října 2013     | 587 000                     | Není známo            |
| 15 | Castingy 8                | 3. listopadu 2013  | 638 000                     | Není známo            |
| 16 | Cesta do semifinále 8     | 3. listopadu 2013  | 638 000                     | Není známo            |
| 17 | Castingy 9                | 10. listopadu 2013 | 578 000                     | Není známo            |
| 18 | Cesta do semifinále 9     | 10. listopadu 2013 | 578 000                     | Není známo            |
| 19 | Hvězdná rota              | 17. listopadu 2013 | 570 000                     | Není známo            |
| 20 | Semifinále 1              | 24. listopadu 2013 | 758 000                     | Není známo            |
| 21 | Semifinále 1 – rozhodnutí | 24. listopadu 2013 | 399 000                     | Není známo            |
| 22 | Semifinále 2              | 1. prosince 2013   | 669 000                     | Není známo            |
| 23 | Semifinále 2 – rozhodnutí | 1. prosince 2013   | 381 000                     | Není známo            |
| 24 | Finále                    | 8. prosince 2013   | 711 000                     | Není známo            |
| 25 | Finále – rozhodnutí       | 8. prosince 2013   | 571 000                     | Není známo            |

### Pátá řada (2015)
| #  | Epizoda                      | Datum premiéry Česko | Datum premiéry Slovensko | Sledovanost Česko | Sledovanost Česko | Sledovanost Slovensko | Sledovanost Slovensko | Sledovanost Slovensko |
| #  | Epizoda                      | Datum premiéry Česko | Datum premiéry Slovensko | 15+               | Ref.              | 12+                   | 12-54                 | Ref.                  |
| -- | ---------------------------- | -------------------- | ------------------------ | ----------------- | ----------------- | --------------------- | --------------------- | --------------------- |
| 1  | Castingy 1                   | 3. září 2015         | 1. září 2015             | 400 000           | [ 38 ]            | 740 000               | 475 000               | [ 39 ]                |
| 2  | Castingy 2                   | 5. září 2015         | 2. září 2015             | 556 000           | [ 40 ]            | 617 000               | 421 000               | [ 39 ]                |
| 3  | Castingy 3                   | 10. září 2015        | 9. září 2015             | 547 000           | [ 41 ]            | 564 000               | 344 000               | [ 42 ]                |
| 4  | Castingy 4                   | 12. září 2015        | 12. září 2015            | 609 000           | [ 43 ]            | —                     | 385 000               | [ 44 ]                |
| 5  | Castingy 5                   | 17. září 2015        | 16. září 2015            | 540 000           | [ 45 ]            | 636 000               | 376 000               | [ 46 ]                |
| 6  | Castingy 6                   | 19. září 2015        | 19. září 2015            | 674 000           | [ 47 ]            | 578 000               | 377 000               | [ 48 ]                |
| 7  | Castingy 7                   | 26. září 2015        | 23. září 2015            | 637 000           | [ 49 ]            | —                     | 374 000               | [ 50 ]                |
| 8  | Castingy 8                   | 3. října 2015        | 30. září 2015            | 702 000           | [ 51 ]            | —                     | 368 000               | [ 52 ]                |
| 9  | Castingy 9                   | 10. října 2015       | 7. října 2015            | 718 000           | [ 53 ]            | —                     | 346 000               | [ 54 ]                |
| 10 | Castingy 10                  | 17. října 2015       | 14. října 2015           | 479 000           | [ 55 ]            | 647 000               | 367 000               | [ 56 ] [ 57 ]         |
| 11 | Castingy 11                  | 24. října 2015       | 21. října 2015           | 589 000           | [ 58 ]            | —                     | 393 000               | [ 59 ]                |
| 12 | Castingy 12                  | 31. října 2015       | 28. října 2015           | 472 000           | [ 60 ]            | —                     | 406 000               | [ 61 ]                |
| 13 | Castingy 13                  | 7. listopadu 2015    | 4. listopadu 2015        | 615 000           | [ 62 ]            | —                     | 413 000               | [ 63 ]                |
| 14 | Velký třesk                  | 14. listopadu 2015   | 11. listopadu 2015       | 426 000           | [ 64 ]            | —                     | 359 000               | [ 61 ]                |
| 15 | Semifinále                   | 19. listopadu 2015   | 18. listopadu 2015       | 412 000           | [ 65 ]            | 546 000               | 365 000               | [ 63 ]                |
| 16 | Semifinále – rozhodnutí      | 19. listopadu 2015   | 18. listopadu 2015       | 285 000           | [ 65 ]            | 546 000               | 365 000               | [ 63 ]                |
| 17 | Finále                       | 21. listopadu 2015   | 21. listopadu 2015       | 672 000           | [ 66 ]            | 623 000               | 433 000               | [ 61 ]                |
| 18 | Finále – rozhodnutí          | 21. listopadu 2015   | 21. listopadu 2015       | 636 000           | [ 66 ]            | 511 000               | 355 000               | [ 61 ]                |
| 19 | Česko Slovensko má SILVESTRA | 31. prosince 2015    |                          |                   |                   |                       |                       |                       |

### Šestá řada (2016)
| #  | Díl                       | Premiéra      | Premiéra           | Ref.   |
| #  | Díl                       | Česko         | Slovensko          | Ref.   |
| -- | ------------------------- | ------------- | ------------------ | ------ |
| 1  | Castingy 1                | 19. září 2016 | 4. září 2016       | [ 67 ] |
| 2  | Castingy 2                | —             | 7. září 2016       | [ 68 ] |
| 3  | Castingy 3                | —             | 11. září 2016      | [ 69 ] |
| 4  | Castingy 4                | —             | 14. září 2016      | [ 70 ] |
| 5  | Castingy 5                | —             | 18. září 2016      | [ 71 ] |
| 6  | Castingy 6                | —             | 21. září 2016      | [ 72 ] |
| 7  | Castingy 7                | —             | 25. září 2016      | [ 73 ] |
| 8  | Castingy 8                | —             | 2. října 2016      | [ 74 ] |
| 9  | Castingy 9                | —             | 9. října 2016      | [ 75 ] |
| 10 | Castingy 10               | —             | 16. října 2016     | [ 76 ] |
| 11 | Castingy 11               | —             | 23. října 2016     | [ 77 ] |
| 12 | Castingy 12               | —             | 30. října 2016     | [ 78 ] |
| 13 | Velký třesk               | —             | 6. listopadu 2016  | [ 79 ] |
| 14 | Semifinále 1              | —             | 13. listopadu 2016 | [ 80 ] |
| 15 | Rozhodnutí 1. semifinále  | —             | 13. listopadu 2016 | [ 81 ] |
| 16 | Semifinále 2              | —             | 20. listopadu 2016 | [ 82 ] |
| 17 | Rozhodnutí 2. semifinále  | —             | 20. listopadu 2016 | [ 83 ] |
| 18 | Velké finále              | —             | 27. listopadu 2016 | [ 84 ] |
| 19 | Rozhodnutí velkého finále | —             | 27. listopadu 2016 | [ 85 ] |

Všechny díly 6. řady byly v Čechách odvysílány během roku 2017.

### Sedmá řada (2018)
| #  | Díl                          | Premiéra           | Premiéra           | Ref.            |
| #  | Díl                          | ČR                 | SR                 | Ref.            |
| -- | ---------------------------- | ------------------ | ------------------ | --------------- |
| 1  | Castingy 1                   | 31. srpna 2018     | 2. září 2018       | [ 86 ] [ 87 ]   |
| 2  | Castingy 2                   | 7. září 2018       | 4. září 2018       | [ 88 ] [ 89 ]   |
| 3  | Castingy 3                   | 14. září 2018      | 8. září 2018       | [ 90 ] [ 91 ]   |
| 4  | Castingy 4                   | 21. září 2018      | 15. září 2018      | [ 92 ] [ 93 ]   |
| 5  | Castingy 5                   | 28. září 2018      | 22. září 2018      | [ 94 ]          |
| 6  | Castingy 6                   | 5. října 2018      | 29. září 2018      | [ 95 ] [ 96 ]   |
| 7  | Castingy 7                   | 12. října 2018     | 7. října 2018      | [ 97 ] [ 98 ]   |
| 8  | Castingy 8                   | 19. října 2018     | 13. října 2018     | [ 99 ] [ 100 ]  |
| 9  | Castingy 9                   | 26. října 2018     | 20. října 2018     | [ 101 ] [ 102 ] |
| 10 | Castingy 10                  | 2. listopadu 2018  | 27. října 2018     | [ 103 ] [ 104 ] |
| 11 | Castingy 11                  | 9. listopadu 2018  | 3. listopadu 2018  | [ 105 ] [ 106 ] |
| 12 | Castingy 12                  | 16. listopadu 2018 | 10. listopadu 2018 | [ 107 ] [ 108 ] |
| 13 | Castingy 13 a Velký třesk    | 23. listopadu 2018 | 17. listopadu 2018 | [ 109 ] [ 110 ] |
| 14 | Semifinále                   | 24. listopadu 2018 | 24. listopadu 2018 | [ 111 ]         |
| 15 | Semifinále rozhodnutí        | 24. listopadu 2018 | 24. listopadu 2018 | [ 112 ]         |
| 16 | Finále                       | 1. prosince 2018   | 1. prosince 2018   |                 |
| 17 | Česko Slovensko má SILVESTRA | 31. prosince 2018  |                    |                 |

### Osmá řada (2019)
| #  | Díl                          | Premiéra           | Premiéra           |
| #  | Díl                          | Česko              | Slovensko          |
| -- | ---------------------------- | ------------------ | ------------------ |
| 1  | Castingy 1                   | 30. srpna 2019     | 3. září 2019       |
| 2  | Castingy 2                   | 6. září 2019       | 7. září 2019       |
| 3  | Castingy 3                   | 13. září 2019      | 10. září 2019      |
| 4  | Castingy 4                   | 20. září 2019      | 14. září 2019      |
| 5  | Castingy 5                   | 27. září 2019      | 21. září 2019      |
| 6  | Castingy 6                   | 4. října 2019      | 28. září 2019      |
| 7  | Castingy 7                   | 11. října 2019     | 5. října 2019      |
| 8  | Castingy 8                   | 18. října 2019     | 12. října 2019     |
| 9  | Castingy 9                   | 25. října 2019     | 19. října 2019     |
| 10 | Castingy 10                  | 1. listopadu 2019  | 26. října 2019     |
| 11 | Castingy 11                  | 8. listopadu 2019  | 2. listopadu 2019  |
| 12 | Castingy 12                  | 15. listopadu 2019 | 9. listopadu 2019  |
| 13 | Castingy 13                  | 22. listopadu 2019 | 23. listopadu 2019 |
| 14 | Castingy 14 a Velký třesk    | 29. listopadu 2019 | 30. listopadu 2019 |
| 15 | Finále                       | 7. prosince 2019   | 7. prosince 2019   |
| 16 | Česko Slovensko má SILVESTRA | 31. prosince 2019  |                    |

### Devátá řada (2021)
| #  | Díl                          | Premiéra           | Premiéra           |
| #  | Díl                          | Česko              | Slovensko          |
| -- | ---------------------------- | ------------------ | ------------------ |
| 1  | Castingy 1                   | 3. září 2021       | 8. září 2021       |
| 2  | Castingy 2                   | 10. září 2021      | 11. září 2021      |
| 3  | Castingy 3                   | 17. září 2021      | 15. září 2021      |
| 4  | Castingy 4                   | 24. září 2021      | 18. září 2021      |
| 5  | Castingy 5                   | 1. října 2021      | 25. září 2021      |
| 6  | Castingy 6                   | 8. října 2021      | 2. října 2021      |
| 7  | Castingy 7                   | 15. října 2021     | 9. října 2021      |
| 8  | Castingy 8                   | 22. října 2021     | 16. října 2021     |
| 9  | Castingy 9                   | 30. října 2021     | 23. října 2021     |
| 10 | Castingy 10                  | 5. listopadu 2021  | 30. října 2021     |
| 11 | Castingy 11                  | 12. listopadu 2021 | 6. listopadu 2021  |
| 12 | Castingy 12                  | 19. listopadu 2021 | 13. listopadu 2021 |
| 13 | Castingy 13                  | 26. listopadu 2021 | 20. listopadu 2021 |
| 14 | Castingy 14 a Velký třesk    | 3. prosince 2021   | 27. listopadu 2021 |
| 15 | Finále                       | 12. prosince 2021  | 11. prosince 2021  |
| 16 | Česko Slovensko má SILVESTRA | 31. prosince 2021  |                    |

### Desátá řada (2022)
| #  | Díl                       | Premiéra           | Premiéra           |
| #  | Díl                       | Česko              | Slovensko          |
| -- | ------------------------- | ------------------ | ------------------ |
| 1  | Castingy 1                | 27. srpna 2022     | 3. září 2022       |
| 2  | Castingy 2                | 3. září 2022       | 4. září 2022       |
| 3  | Castingy 3                | 10. září 2022      | 11. září 2022      |
| 4  | Castingy 4                | 17. září 2022      | 18. září 2022      |
| 5  | Castingy 5                | 24. září 2022      | 25. září 2022      |
| 6  | Castingy 6                | 1. října 2022      | 2. října 2022      |
| 7  | Castingy 7                | 8. října 2022      | 9. října 2022      |
| 8  | Castingy 8                | 15. října 2022     | 16. října 2022     |
| 9  | Castingy 9                | 22. října 2022     | 23. října 2022     |
| 10 | Castingy 10               | 29. října 2022     | 30. října 2022     |
| 11 | Castingy 11               | 5. listopadu 2022  | 6. listopadu 2022  |
| 12 | Castingy 12 a Velký třesk | 12. listopadu 2022 | 13. listopadu 2022 |
| 13 | Semifinále                | 19. listopadu 2022 | 19. listopadu 2022 |
| 14 | Finále                    | 26. listopadu 2022 | 26. listopadu 2022 |

### Jedenáctá řada (2023)
|       | Díl                       | Premiéra           | Premiéra           |
| Česko | Díl                       | Slovensko          |                    |
| ----- | ------------------------- | ------------------ | ------------------ |
| 1     | Castingy 1                | 3. září 2023       | 3. září 2023       |
| 2     | Castingy 2                | 10. září 2023      | 10. září 2023      |
| 3     | Castingy 3                | 17. září 2023      | 17. září 2023      |
| 4     | Castingy 4                | 24. září 2023      | 24. září 2023      |
| 5     | Castingy 5                | 1. října 2023      | 1. října 2023      |
| 6     | Castingy 6                | 8. října 2023      | 8. října 2023      |
| 7     | Castingy 7                | 15. října 2023     | 15. října 2023     |
| 8     | Castingy 8                | 22. října 2023     | 22. října 2023     |
| 9     | Castingy 9                | 29. října 2023     | 29. října 2023     |
| 10    | Castingy 10               | 5. listopadu 2023  | 5. listopadu 2023  |
| 11    | Castingy 11               | 12. listopadu 2023 | 12. listopadu 2023 |
| 12    | Castingy 12               | 19. listopadu 2023 | 19. listopadu 2023 |
| 13    | Castingy 13               | 26. listopadu 2023 | 26. listopadu 2023 |
| 14    | Castingy 14 a Velký třesk | 3. prosince 2023   | 3. prosince 2023   |
| 15    | Finále                    | 10. prosince 2023  | 10. prosince 2023  |

### Dvanáctá řada (2024)
| #  | Díl                       | Premiéra           | Premiéra           | Sledovanost ČR | Sledovanost ČR |
| #  | Díl                       | Česko              | Slovensko          | 15+            | 15-54          |
| -- | ------------------------- | ------------------ | ------------------ | -------------- | -------------- |
| 1  | Castingy 1                | 30. srpna 2024     | 1. září 2024       | 336 000        | 143 000        |
| 2  | Castingy 2                | 6. září 2024       | 4. září 2024       | 402 000        | 204 000        |
| 3  | Castingy 3                | 13. září 2024      | 11. září 2024      | 377 000        | 187 000        |
| 4  | Castingy 4                | 20. září 2024      | 18. září 2024      | 439 000        | 190 000        |
| 5  | Castingy 5                | 27. září 2024      | 25. září 2024      | 468 000        | 222 000        |
| 6  | Castingy 6                | 4. října 2024      | 2. října 2024      | 449 000        | 216 000        |
| 7  | Castingy 7                | 11. října 2024     | 9. října 2024      | 397 000        | 183 000        |
| 8  | Castingy 8                | 18. října 2024     | 16. října 2024     | 464 000        | 214 000        |
| 9  | Castingy 9                | 25. října 2024     | 23. října 2024     | 378 000        | 172 000        |
| 10 | Castingy 10               | 1. listopadu 2024  | 30. října 2024     | 438 000        | 197 000        |
| 11 | Castingy 11               | 8. listopadu 2024  | 6. listopadu 2024  | 433 000        | 208 000        |
| 12 | Castingy 12               | 15. listopadu 2024 | 13. listopadu 2024 | 413 000        | 187 000        |
| 13 | Castingy 13               | 22. listopadu 2024 | 20. listopadu 2024 | 401 000        | 197 000        |
| 14 | Castingy 14 a Velký třesk | 29. listopadu 2024 | 30. listopadu 2024 | bude oznámeno  | bude oznámeno  |
| 15 | Finále                    | 7. prosince 2024   | 7. prosince 2024   | bude oznámeno  | bude oznámeno  |